# Eichendorff-Gymnasium (Koblenz)
Das Eichendorff-Gymnasium in Koblenz ist eine städtische Schule mit musikalischem Schwerpunkt. Seit 2006 ist es eine der UNESCO-Schulen. Zurzeit besuchen etwa 800 Schüler das Gymnasium, die von 65 Lehrern unterrichtet werden.

## Geschichte

### Königliche und Städtische Gewerbeschule

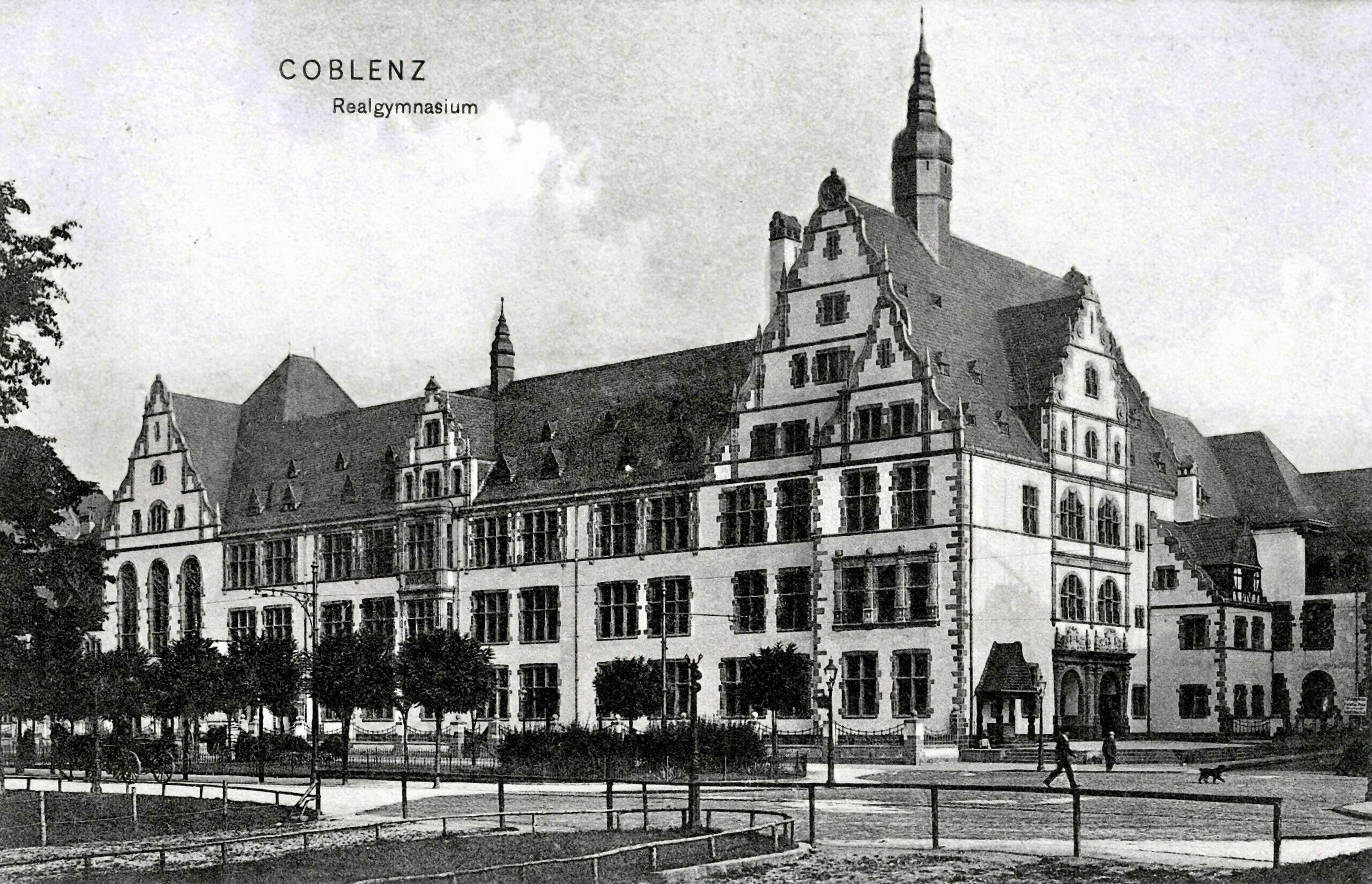
Kaiser-Wilhelm-Realgymnasium 1910

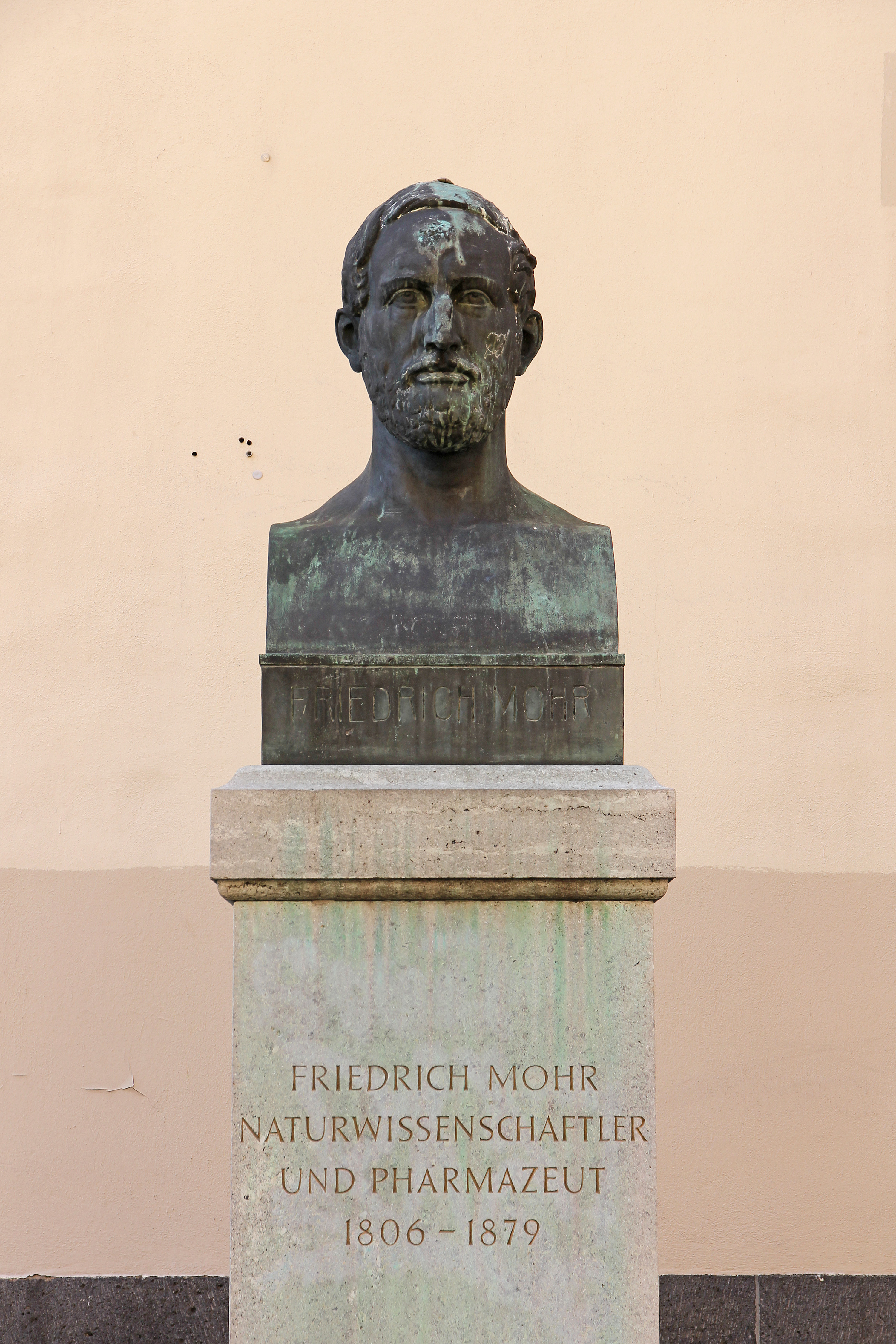
Büste von Karl Friedrich Mohr vor der Schule

1855 wurde die Königliche und Städtische Gewerbeschule zu Coblenz (Provinzial-Gewerbeschule) „für die Industrie und das Baufach“, insbesondere auf Betreiben des Koblenzer Chemikers und Pharmazeuten Karl Friedrich Mohr, im Krämerzunfthaus gegründet. Danach zog die Gewerbeschule von 1871 bis 1907 ins Alte Kaufhaus um. Eine Erweiterung und Reorganisation zur „Höheren Gewerbeschule“ mit dem „Einjährigen“ (Mittlere Reife) als Abschluss wurde von 1871 bis 1875 organisiert. Die Schule wurde von 1878 bis 1882 zu einem neunjährigen Realgymnasium mit Berechtigung der Absolventen zu einem akademischen Studium ausgebaut.

### Kaiser-Wilhelm-Schule
1907 zog sie aus der Altstadt in einen repräsentativen klassizistischen Neubau am Kaiser-Wilhelm-Ring (heute Friedrich-Ebert-Ring) um und wurde in „Kaiser-Wilhelm-Realgymnasium und Realschule“ umbenannt. Zu Beginn des Ersten Weltkriegs befehligte Kaiser Wilhelm II. im Großen Hauptquartier, das vom 16. bis 30. August 1914 im Kaiser-Wilhelm-Realgymnasium eingerichtet wurde, mit seinen Generälen die deutschen Armeen. 1930 lief die Realschule aus und der Zweig einer Oberrealschule wurde aufgebaut. Die NS-Verwaltung ließ die Schule 1937 in „Kaiser-Wilhelm-Schule, Oberrealschule für Jungen“ umbenennen und spaltete die Oberstufe in einen sprachlichen und einen mathematisch-naturwissenschaftlichen Zweig auf.
1944 wurde das Schulgebäude bei einem Bombenangriff weitgehend zerstört, und der Unterricht wurde für einen Teil der Schüler nach Haidmühle an der tschechischen Grenze verlegt. Nach dem Kriegsende 1945 wurde der Unterricht in verschiedenen Gebäuden fortgeführt und die Schule zunächst wieder in „Kaiser-Wilhelm-Realgymnasium“, dann in „Städtisches Gymnasium“ umbenannt.

### Eichendorff-Gymnasium
Von 1950 bis 1957 wurde das Schulgebäude wiederaufgebaut. Die noch erhaltenen Mauern und Gewölbe wurden dabei zwar wiederverwendet, der Bau insgesamt jedoch in den damals modernen Formen umgestaltet; nur einige Reste wie der Sockelbereich und Säulen im Inneren sind als Spuren der alten Gestaltung heute noch sichtbar. 1960 wurde die überfüllte Schule durch das Abtrennen des mathematisch-naturwissenschaftlichen Zweigs als neues Gymnasium („Max-von-Laue-Gymnasium“) im vormaligen „Collège Marceau“ (Schule für Kinder der französischen Besatzungssoldaten) entlastet. 1966 wurde die Schule letztendlich so benannt, wie sie auch heute noch heißt: Das neusprachliche Gymnasium hieß nun durch einen Ministererlass „Staatliches Eichendorff-Gymnasium (neusprachlich, musisch) Koblenz“, benannt nach dem Schriftsteller Joseph von Eichendorff. Die Einführung der Koedukation von Jungen und Mädchen schritt 1975 voran. Von 1976 bis 1979 wurde zu Testzwecken das Leistungsfach 'Musik' in der Oberstufe als Prüfungsfach für das Abitur eingeführt unter der Leitung von Studiendirektor Neumann. Es war bundesweit das erste Mal, dass Musik als Leistungsfach angeboten wurde. Das besondere Unterrichtsangebot im Fach Musik begann 1985.
Seit 2006 ist man als UNESCO-Projektschule offiziell anerkannt.

### Liste der Schulleiter
| Amtseinführung | Amtsabgabe | Name                      |
| -------------- | ---------- | ------------------------- |
| 1855           | 1864       | Joh. Bernheard Heilermann |
| 1864           | 1874       | Adolf Felix Dronke        |
| 1874           | 1877       | August Zieken             |
| 1877           | 1901       | Robert Most               |
| 1901           | 1912       | Heinrich Goossens         |
| 1912           | 1914       | Hermann Bredtmann         |
| 1915           | 1933       | Heinrich Egbring          |
| 1933           | 1945       | Karl Wilhelm Jacobi       |
| 1945           | 1949       | Philipp Bruchof           |
| 1950           | 1969       | Wilhelm Gulde             |
| 1969           | 1986       | Richard Ramann            |
| 1986           | 2005       | Hartmut Froesch           |
| 2005           | 2010       | Wolfgang Selbert          |
| 2010           | 2012       | Margot Elsner             |
| 2012           | 2014       | Klemens Breitenbach       |
| 2014           | jetzt      | Hans Georg Meier          |

### Bekannte Lehrer
- Wilhelm Josef Becker (1890–1974), Journalist und Schriftsteller, Lehrer am Kaiser-Wilhelm-Realgymnasium
- Anton Gabele (1890–1966), Schriftsteller und Pädagoge, unterrichtete von 1919 bis zu seinem Dienstende am Kaiser-Wilhelm-Gymnasium
- Hermann Rolinger und Arthur Wüst waren Sachbuchautoren der Lehrbuchreihe „Etudes Francaises“
- Hans-Günter Weber (1927–2002)

### Bekannte Schüler
- Hermann Stegemann (1870–1945), Journalist und Schriftsteller
- Karl Burghof (1896–1972), Landrat
- Erich Franke (1908–1986), Politiker (CDU) und Heimatforscher
- Hermann Nellen (1910–1982), Landrat und Ministerialdirigent
- Friedrich Ludwig Wagner (1910–1999), Landrat, Historiker, Heimatforscher und Herausgeber
- Karl-Heinz Steigerwald (1920–2001), Physiker
- Herbert Gauls (1930–2017), Fotograf
- Karl Darscheid (1931–2004), Wirtschaftswissenschaftler und Jurist
- Peter von Sivers (* 1940), Historiker
- Wolf Lepenies (* 1941), Soziologe, Wissenschaftspolitiker und wissenschaftlicher Schriftsteller
- Werner Weidenfeld (* 1947), Politikwissenschaftler, Hochschullehrer und Politikberater
- Klaus-Dieter Regenbrecht (* 1950), Schriftsteller, Dozent und Künstler
- Hans Meurer (* 1952), Historiker und Erwachsenenbildner
- Klaus Mohrs (* 1952), Politiker (SPD)
- Jürgen Borsch (* 1956), Diplomat im Ruhestand, 2016–2021 Botschafter in Malawi
- Jürgen Hillesheim (* 1961), Literaturwissenschaftler und Mitherausgeber des Jahrbuchs der International Brecht Society
- Michael Hollmann (* 1961), Historiker und Archivar, seit Mai 2011 Präsident des Bundesarchivs
- Thomas Anders (* 1963), Pop- und Schlagersänger, Musikproduzent, Songwriter und Fernsehmoderator
- Reinhard Kallenbach (* 1963), Journalist und Autor
- Guido Karp (* 1963), Fotograf
- Peer Joechel (* 1967), ehemaliger Bobweltmeister
- Andreas Biebricher (* 1968), Politiker (CDU)
- Michael Schwertel (* 1973), Medienproduzent, Gestalter und Professor für Medienmanagement
- Alexander Ritter (* 1974), Historiker und Theologe
- Thorsten Rudolph (* 1974), Politiker (SPD)
- Michael Reufsteck (* 1975), Journalist und Hörfunkmoderator
- Stephan Wefelscheid (* 1978), Rechtsanwalt und Politiker (Freie Wähler)
- Philipp Langen (* 1986), Fußballspieler

## Schulische Ausrichtung
Das Eichendorff-Gymnasium hat einen musikalischen Schwerpunkt; es ist jedoch weiterhin möglich, das Abitur ohne das Fach Musik abzulegen, wie an anderen Gymnasien üblich. Es werden drei Fremdsprachen angeboten:
- 5. Schuljahr: Englisch (verpflichtend)
- 6. Schuljahr: Französisch oder Latein (verpflichtend)
- 9. Schuljahr: Latein, Französisch oder Spanisch (freiwillig)

### Internationale Beziehungen
Die Schule verfügt über Partnerschulen in:
- Volksrepublik China
  - École Qingdao No. 1 Middle School, Qingdao

- Vereinigtes Königreich:
  - Attleborough High School and Sixth Form Centre, Attleborough, Norwich

- Frankreich:
  - Collège Les Allières, Saint-Pierre-le-Moûtier
  - Collège Paul Langevin, Fourchambault

- Italien:
  - Liceo Ginnasio Statale Tulliano, Arpino

- Spanien:
  - IES María Moliner, Sagunto

#### Comenius-Projekt
- 2011–2013 „Towns: past, present & future“ mit Partnerschulen in England, Frankreich, Lettland, Portugal und Spanien
- 2008–2010 „Confluentes“ mit Partnerschulen in Fourchambault, Frankreich und Attleborough, England